# Пръжно (Черна гора)
Пръжно (на сръбски: Пржно) е село в Черна гора, разположено в община Будва. Населението му според преброяването през 2011 г. е 345 души, от тях: 169 (48,98 %) сърби, 126 (36,52 %) черногорци, 26 (7,53 %) неизвестни.

## Население
Численост на населението според преброяванията през годините:
- 1948 – 132 души
- 1953 – 149 души
- 1961 – 170 души
- 1971 – 173 души
- 1981 – 265 души
- 1991 – 370 души
- 2003 – 310 души
- 2011 – 345 души